# Gare Sainte-Thérèse
 (février 2024).
Si vous disposez d'ouvrages ou d'articles de référence ou si vous connaissez des sites web de qualité traitant du thème abordé ici, merci de compléter l'article en donnant les références utiles à sa vérifiabilité et en les liant à la section « Notes et références ».
Cet article concerne la gare. Pour la ville de Sainte-Thérèse, voir Sainte-Thérèse. Pour les autres significations, voir Sainte Thérèse.
La gare Sainte-Thérèse est une gare ferroviaire située sur la ligne Saint-Jérôme du réseau de train de banlieue de Montréal. Située dans la ville de Sainte-Thérèse, sur la Rive-Nord de Montréal, elle jouxte le terminus métropolitain du même nom. En service depuis le 12 mai 1997, elle est exploitée par Exo. 
La gare est nommée en l'honneur de Thérèse d'Avila.

## Autobus
Les correspondances d'autobus s'effectuent au terminus Sainte-Thérèse, adjacent à la gare.